# True crime
True crime är en genre inom bland andra litteratur, poddradio, filmer och TV-serier, i vilket ett verkligt kriminalfall behandlas. True crime kan beröra händelserna under brottet, rättegångsprocessen, konsekvenserna, brottsoffren, och/eller förövaren. Genren fokuserar ofta på grövre brott, och några av de fall som behandlats av flera olika true crime-producenter är bland andra Palmemordet, Arbogamorden 2008, och Englamordet.
True crime växte fram som modern genre mellan sent 1800-tal till tidigt 1900-tal, då modern brottsrapportering, polisväsende, och kriminologi började växa fram. Den nuvarande true crime-explosionen har inom den engelskspråkiga världen sina rötter runt 2014-2015 då bland andra Serial och Making a Murderer debuterade. Podcasting, som under denna tid var ett relativt nytt fenomen, blev snabbt ett populärt medium för kriminalberättelser, och många av Sveriges och världens populäraste podcasts var 2024 true crime-relaterade.
True crime-verk kan påverka både de brott de diskuterar och de som konsumerar verken. True crime som handlar om pågående rättsfall kan också ha en direkt effekt på brottets efterdyningar, hur brottet hanteras av myndigheter, eller hur en viss gemenskap relaterar till brottet. True crime kan också påverka rättsprocessen i fallen som diskuteras, som när Robert Durst till synes erkände till mord i dokumentären The Jinx, varför han arresterades.
True crime har kritiserats för insensivitet mot brottsoffren och att innehålla sensationaliserat eller rent av inkorrekt innehåll.

## Historia
Författarskap om brott har existerat sedan en lång tid tillbaka, men det var först med billigare tryckmetoder som tryckpressen som genren fick spridning. Från 1500-talet ledde dessa, tillsammans med en ökad läskunnighet i Storbritannien, till att media om mord och andra brott ökade drastiskt i popularitet. Pamfletter, chapbooks, och annan billigtryckt litteratur om grova mord började cirkulera under denna period. Trots att denna litteratur idag skulle anses grov var den vid publikationstillfället respektabel, något som delvis berodde på att läsarna var de som kunde läsa och hade råd att köpa pamfletterna, det vill säga överskiktet i samhället under denna tidsperiod. Andra former av media, som ballader om brottslingar, blev också populära under denna tid, något som bland andra Wiltenburg menar pekar på att konsumenterna var mer intresserade i brottslingarna än brottsoffret.
Under det tidiga 1800-talet ledde den ökade urbaniseringen och tidningarnas framfart till penny papers, det vill säga billiga tidningar som såldes på gatuhörn. Kriminalfall blev under denna period ett enkelt sätt att sälja nummer till konsumenter. Samtidigt växte också polisen som en instutition fram — det var först 1829 som Metropolitan Police skapades. Kriminologin som fält, som fortfarande under 2000-talet viktig för true crime, började också växa fram under denna period.
Samtidigt gjorde också ett ökat intresse om att diskutera brott och straff från författare med högre status, som bland andra Charles Dickens A Visit to Newgate (1836), att dessa tidiga genrer blev mer socialt acceptabla.
Från 1889 (då han var 19) och drygt 60 år framåt publicerade den skotske advokaten William Roughead en serie essäer om anmärkningsvärda brittiska mordrättegångar som han deltog i. Som Luc Sante beskrev i introduktionen till Classic Crimes (2000), en samling av dessa essäer, skilde sig Roughhead från en stor mängd samtida brottsförfattare i det att han inte fokuserade särskilt mycket på brottet i sig, utan för hur dessa kom att bli i rätten.
En amerikansk pionjär inom genren var Edmund Pearson, som påverkades av Thomas de Quinceys verk. Pearson publicerade en serie böcker av denna typ som bland annat inkluderade Studies in Murder (1924) och More Studies in Murder (1936). Innan de samlades i hans böcker dök Pearsons true crime-historier vanligtvis upp i tidningar som Liberty, The New Yorker och Vanity Fair, vilka ansågs finare än den "kiosklitteratur" som utgjorde en stor del av samtida true crime. Förordet till en antologi från 1964 med Pearsons berättelser innehåller ett tidigt omnämnande av termen "true crime" som en genre.
Den första true crime-tidningen, True Detective, publicerades 1924, och innehöll sakliga redogörelser för brott och hur de löstes. Under genrens storhetstid, före andra världskriget, såldes 200 olika true crime-tidningar i tidningskiosker, med sex miljoner tidskrifter sålda varje månad. enbart True Detective hade två miljoner omlagor i omlopp. Populariteten började dala under 1970-talet, och 1996 publicerades knappt några true crime-tidningar längre.
Truman Capotes roman Med kallt blod (1965) var en mycket lönsam bok som blev viktig för att etablera genrens moderna stil. Tom Wolfe kritiserade boken med följande citat:
| ”                                                                                                 | The book is neither a who-done-it nor a will-they-be-caught, since the answers to both questions are known from the outset ... Instead, the book's suspense is based largely on a totally new idea in detective stories: the promise of gory details, and the withholding of them until the end. | „ |
| Wolfe, Tom (1976). Mauve gloves & madmen, clutter & vine, and other stories, sketches, and essays | |   |

En viktig senare bok var Norman Mailer's Bödelns sång (1979), som var den första boken i genren som fick ett Pulitzerpris.

## True crime i samhällsdebatten
True crime-genren har kritiserats för att sakna respekt mot brottsoffer och deras familjer, och har även beskrivits som "trash culture". Författare som Jack Miles menar att true crime har stor potential att orsaka skada och psykiska trauman för de som är inblandade i fallet. True crime-media produceras i många fall även utan samtycke från offrets familj, vilket kan leda till att de återtraumatiseras.
I Australien fördubblades mellan 2012 och 2017 mängden anmälningar till brottsrapporteringsnätverket Crime Stoppers Australia som gick till åtal, något som tillskrivits populära podcasts om true crime.

### Kvinnor och true crime
Kvinnor konsumerar mer globalt true crime-innehåll än män. Doktor Gemma Flynn menade 2023 att true crime-poddarna kan bidra till en stark rädsla för att bli offer för den typ av våldsbrott som ofta behandlas inom true crime, särskilt för kvinnor. Trots att brotten i verkligheten är ovanliga kan skildringarna i populärkulturen bidra till en ökad rädsla för att själv bli utsatta.

### Påverkan gentemot brottsoffer
True crime har beskrivits som att göra populärkultur av "det värsta som en människa kan vara med om". Trots att romantisering av våldsbrottslingar har existerat länge, kan ökad true crime-konsumtion leda till en glorifiering av förövarna och att brottsoffer inte får ett lika stort utrymme. Ett exempel är Netflixs serie Dahmer – Monster: The Jeffrey Dahmer Story om den amerikanska seriemördaren Jeffrey Dahmer, som uppmärksammades kraftigt när den kom ut. Samtidigt som Netflix inte kompenserade brottsoffrens anhöriga började Jeffrey Dahmer romantiseras online, särskilt på plattformar som Twitter och Tiktok. Detta, tillsammans med fenomen som att filmen fokuserar på Dahmers handlingar och att skådespelarna som spelar seriemördare ofta är mycket attraktiva, kan leda till ett ursäktande av våldsbrottslingen.
Svenska poddar har också kritiserats av anhöriga. Flera anhöriga till mordoffer, däribland Carina Höglund, mamma till Engla Höglund, vars mord diskuterats i flera true crime-poddar, har öppet kritiserat hur bland andra Svenska Mordhistorier har diskuterat de brott som de eller deras familljemedlemmar råkat ut för. Poddar som Rättegångspodden har också kritiserats för bristande etik gentemot brottsoffren.
Ett annat problem inom true crime är, särskilt i poddform, plagiat. Ett exempel är hur Svenska Mordhistorier "omfattande" plagierade bloggaren Anders Svensson. Rättegångspodden dömdes även 2020 för upphovsrättsintrång efter att ha plagierat boken Kakelugnsmordet. I en intervju med tidningen Allas menar Ester Pollack, professor i journalistik, att detta kan bero på att människor vill "berätta bra historier" och "göra underhållning som säljer", istället för ofta mycket tidskrävande grävande journalistik.

### Inverkan på mediakonsumenter
En studie från 2011 i Nebraska visade att true crime-konsumption i staten korrelerade med en ökad rädsla för att bli offer för ett brott, ett ökat stöd för dödsstraff, och ett minskat stöd för det straffrättsliga systemet. True crime kan även ha negativa konsekvenser på konsumenternas psykiska hälsa.